# Barbara Bonte
Barbara Bonte (Jette, 13 maggio 1983) è una politica belga nazionalista fiamminga, membro del Vlaams Belang. Nel 2024 viene eletta europarlamentare dopo esser stata precedentemente deputata fiamminga dal 2014 al 2015.

## Formazione e attività professionale
Nel 2006 si è laureata in scienze commerciali presso l'EHSAL. Ha lavorato come consulente fiscale presso Deloitte dal 2006 al 2007 e dal 2007 al 2014 come collaboratrice scientifica del Vlaams Belang.

## Carriera politica
Ha ricoperto la carica di deputata fiamminga dal 25 maggio 2014 al 7 settembre 2015. In tale data ha rassegnato le dimissioni come parlamentare per motivi personali. Nel 2024 viene eletta europarlamentare.